# Melchior Mlčoch
Melchior Mlčoch (pokřtěn jako Melichar Kašpar Mlčoch, 6. ledna 1833 Kladky – 6. dubna 1917 Olomouc) byl český kněz, teolog a biblista, kanovník olomoucké kapituly, profesor biblistiky na olomoucké teologické fakultě a několikanásobný děkan této fakulty. V Olomouci je po něm pojmenována ulice.

## Život
Studoval na gymnáziu v Moravské Třebové a posléze bohosloveckou fakultu v Olomouci. Jako kněz působil v Charvátech a jeho dílo údajně vedlo k sepsání životopisu Jana Sarkandera. Jeho hlavním zájmem však byla především hebrejská literatura a další semitské jazyky. Své znalosti uplatňoval při překladu Starého zákona.
Kromě jiného se také zajímal o podporu českého školství. Byl mecenášem Národní jednoty pro východní Moravu a díky jeho podpoře byla touto organizací založena mateřská škola v Kladkách.
Za přínos pro Národní jednotu pro východní Moravu jej zmíněná organizace jmenovala v roce 1918 čestným členem.

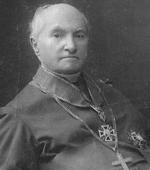
Prof. ThDr. Melchior (Melichar) Mlčoch v pozdních letech života

## Hlavní díla
- Starověda biblická, Praha, Dědictví sv. Prokopa 1888
- Psalterium : seu liber psalmorum. Iuxta Vulgatam latinam et versionem textus originalis hebraici cum notis introductionalibus et cum argumentis exegeticis, quibus harmonia utriusque versionis demonstratur, Olomucii, Hölzel 1890